# Rinaldo Mantovano
Rinaldo Mantovano  ou Rinaldo (Domenico) Mantovano ou Il Mantovano (en français Le Mantouan), né à Mantoue, actif de 1527 à 1539 est  un peintre italien maniériste de l'école de Mantoue actif au XVIe siècle principalement à Mantoue.

## Biographie
Rinaldo Mantovano, le meilleur élève de Giulio Romano, l'a assisté, en compagnie de Benedetto Pagni, lors de la décoration du Palais du Te. 
Son travail avec Giulio Romano est documenté à partir de 1531, quand il a participé à la décoration du Castello San Giorgio de Mantoue, pour le mariage du duc Frédéric II de Mantoue et de Paleologa Margherita, et dans celui de l'appartement construit pour la mariée dans le Palazzo Ducale.

## Œuvres

### Palais du Té
- Décoration  de la Sala dei Venti, la Camera delle Aquile (1527) et de la Loggia di David (1531),
- Décoration de la Sala dei Giganti (1532 à 1536) (peintures murales et d'une partie du plafond)[2].
- Zéphyr soufflant Psyché hors de la mer (1527), Huile sur stuc, Salle de Psyché.

### Autres
- Décoration de l' Appartamento di Troia et le Camerino dei Falconi (1536-1539), Palazzo Ducale, Mantoue.
- Fresques (d'après des dessins de Giulio Romano), chapelle Boschetti, basilique Saint-André, Mantoue.
- Martyre de Saint Sebastien (fresque), chapelle Saint-Sébastien, basilique Saint-André.
- Triomphe de Jules César[3]
- Saint Augustin,

## Sources
- x